# Gaertnera eketensis
Gaertnera eketensis är en måreväxtart som beskrevs av Herbert Fuller Wernham. Gaertnera eketensis ingår i släktet Gaertnera och familjen måreväxter. Inga underarter finns listade i Catalogue of Life.